# Ucenicul asasinului
Ucenicul asasinului (1995) (titlu original Assassin's Apprentice) este prima carte din trilogia Farseer scrisă de Robin Hobb. A fost prima carte scrisă sub acest pseudonim, titlul inițial fiind Chivalry’s Bastard. Povestea personajelor din trilogia Farseer continuă în trilogia Tawny Man. În același univers se petrece și acțiunea altei trilogii, The Liveship Traders.

## Intriga
Prima carte a acestei trilogii acoperă începutul vieții bastardului FitzChivalry (literar "bastardul lui Chivalry": Fitz - bastard, Chivalry - numele tatălui său) în castelul Buckkeep, unde se antrenează ca asasin, apărând tronul de unchiul său ambițios, Regal, chiar și cu prețul vieții.
Povestea începe în momentul în care Fitz este dus de bunicul său din partea mamei la avanpostul Moonseye, aflat sub comanda prințului Verity, al doilea fiu al regelui Shrewd. El este dat în grija unui soldat, cu mențiunea că e fiul nelegitim al viitorului rege, Chivalry. Soldatul îl duce pe băiat la prințul Verity, care ordonă să-i fie dat spre creștere lui Burrich, grăjdarul și soldatul lui Chivalry. Alături de Burrich, Fitz călătorește la Buckkeep, reședința clanului Farseer. Pentru a-l proteja pe băiat, Chivalry abdică din poziția de viitor rege și, împreună cu soția sa, Lady Patience, se retrage la Withywoods înainte de sosirea acestuia. Fitz nu-și amintește să-și fi întâlnit vreodată tatăl, dar se apropie de fratele acestuia, Verity, în timp ce Regal, fratele pe jumătate vitreg al lui Chivalry și Verity, îl tratează rău cu orice ocazie. 
Burrich, mâna dreaptă a tatălui său, rămâne responsabil de îngrijirea și creșterea celui numit acum FitzChivalry, lucru de care se achită cât de bine poate, luându-l alături de el la grajduri. Fitz își învață repede îndatoririre și trăiește la grajduri alături de Burrich timp de mai bine de un an, având grijă de animale. Dar Fitz se simte singur și devine prieten apropiat cu un cățeluș pe nume Curiosul. Băiatul posedă un dar străvechi și periculos, "Harul", care îi permite legătura telepatică cu animalele, lucru pe care îl folosește pentru a 'deveni una' cu Curiosul. Burrich descoperă legătura lui Fitz și îl îndepărtează pe Curios, distrugând-o. Fitz crede că bărbatul a ucis câinele, lucru care îl face să se teamă de el. Singura companie de care mai are parte băiatul se află în orașul Buckkeep, din ea făcând parte și o fată cu 2 ani mai mare ca el, pe nume Molly.
În cele din urmă, Fitz acceptă să devină 'omul regelui', legându-se prin jurământ să îl slujească pe Shrewd. Fiind luat în slujba lui, i se dă o cameră în turn și este dat la școala de luptă a lui Hod. Într-o noapte face cunoștință cu Chade, un asasin foarte priceput, care îl învață tainele meseriei lui. Fitz se arată a fi talentat și își îndeplinește conștiincios îndatoririle primite de la rege. Între timp, de la Withywoods sosește vestea morții lui Chivalry, într-un accident de călărie, deși zvonurile o suspectează de asasinat pe regina Desire, a doua soție a regelui Shrewd și mama lui Regal. 
În timp ce Fitz crește la Buckkeep, țărmurile Celor Șase Regate sunt atacate de Străinii cunoscuți sub numele de Pirații Corăbiilor Roșii. Ei atacă orașele și satele, luând ostatici dar furând puțin lucruri, ceea ce face ca atacurile lor să pară fără motiv. Ostaticii sunt trimiși înapoi reduși la stadiul de animale, agresive și lipsite de sentimente. Deși poate simți orice ființă vie, fie ea om sau animal, Fitz constată că acești neoameni sunt dincolo de puterea sa de percepție. Neoamenii devin hoți și criminali, jefuind regiunea și aducând un nou blestem asupra Celor Șase Ducate.
În cele din urmă, Fitz ajunge în clasa celor care învață Meșteșugul, o vrajă care permite celui ce o folosește să împărtășească gânduri și putere. Galen, profesorul său, îl disprețuiește pe Fitz, deși îl divinizează pe tatăl acestuia (ulterior se revelează faptul că, într-un moment de furie, Chivalry i-a imprimat această loialitate falsă, folosind Meșteșugul). În timpul orelor, Galen îl tratează pe Fitz fără respect, numindu-l "bastard", îi sabotează învățarea Meșteșuglui și chiar încearcă să îl omoare. Pentru testul final, Galen îl trimite pe Fitz la Forge - primul loc atacat de Pirații Corăbiilor Roșii și locul în care au apărut primii neoameni. Deși atacat de aceștia, Fitz reușește să scape cu viață și să revină la Buckkeep, unde cineva a încercat să îl asasineze pe Burrich și l-a ucis pe Faur, câinele primit în dar de Fitz de la Lady Patience. 
Către sfârșitul cărții, Fitz este trimis în Regatul Muntelui pentru a-l asasina pe prințul Rurisk. Regal îi compromite misiunea, povestindu-i prințesei Kettricken, sora lui Rurisk, despre însărcinarea pe care acesta o are. Băiatul descoperă că totul face parte din planul lui Regal de a fura tronul cu ajutorul lui Galen, care încearcă să îl asasineze pe Verity cu ajutorul Meșteșugului. Prințul Rurisk este otrăvit, iar sora lui, Kettricken - care urmează să se mărite cu Verity - rămâne singura moștenitoate a Regatului Muntelui. Fitz este otrăvit și el, apoi aruncat într-un bazin cu apă fierbinte, în încercarea lui Regal de a scăpa de el. Simțind că i se apropie moartea, Fitz îl contactează pe Verity cu ajutorul Meșteșugului, ajutându-l să îl omoare pe Galen. Băiatul este salvat de la înec de Curios (care nu fusese ucis de Burrich, ci trimis cadou prințului Rurisk) și vindecat de Jonqui, sora regelui Regatului Muntelui, Eyod.

### Cuprins
| - 1 - Începuturile poveștii - 2 - Bobocul - 3 - Învoiala - 4 - Ucenicia - 5 - Fidelitate - 6 - Umbra lui Chivalry - 7 - Însărcinarea - 8 - Lady Thyme - 9 - Uns unt | - 10 - Revelații - 11 - Cum ajungi din om neom - 12 - Patience - 13 - Faur - 14 - Galen - 15 - Martorii de Piatră - 16 - Lecții - 17 - Testul - 18 - Crime | - 19 - Călătoria - 20 - Jhampee - 21 - Prinții - 22 - Încurcături - 23 - Nunta - 24 - Urmarea - Epilog |

## Personaje
- FitzChivalry Farseer - bastardul prințului Chivalry luat sub aripa ocrotitoare a Regelui Shrewd, care îl antrenează pentru a-i deveni asasin
- Burrich - grăjdarul-șef al prințului Chivalry, are grijă de educația și de viitorul lui Fitz, ca și cum ar fi copilul său
- Chade Fallstar - un alt bastard Farseer, asasin al regelui, cunoscut și sub numele de Omul Însemnat, îl inițiază pe Fitz în tainele acestei meserii. Deseori călătorește deghizat, una dintre cele mai folosite deghizări fiind aceea a bătrânei Lady Thyme.
- Molly - lumânăreasă, se împrietenește din copilărie cu Fitz
- Bufonul - numit și Profetul Alb, este un om ciudat, aparent neserios, angajat ca bufon de Regele Shrewd
- Verity Farseer - al doilea fiu al regelui Shrewd și al reginei Constance. Când fratele său, Chivalry, abdică deoarece află că are un bastard, se vede propulsat în postura de viitor rege.
- Kettricken - prințesă din Regatul Munților, fiica regelui Eyod și, conform tradiției, Sacrificiu pentru poporul său
- Regal Farseer - fiul cel mai mic al regelui Shrewd și al reginei Desire, invidios pe frații săi mai mari,

mereu pus pe intrigi și căutând să trăiască în lux
- Shrewd Farseer - rege Farseer, tatăl lui Chivalry, Verity și Regal. Conduce regatul cu o mână de fier și, deși e viclean și neîndurător, știe să atragă loialitatea celor care îl înconjoară.
- Lady Patience - soția prințului Chivalry, o femeie dificilă, pasionată de plante. Înfuriată inițial de existența unui bastard al soțului ei, îl ia ulterior sub aripa ei, ocupându-se de educația lui
- Galen - Maestru al Meșteșugului, invidios și răutăcios

## Opinii critice
Pixel Planet avertizează cititorii: „Dacă te-ai săturat de un fantasy-clișeu plin de elfi, care inundă librăriile, trebuie să citești Ucenicul asasinului”, în timp ce scriitorul Orson Scott Card crede că „Robin Hobb a stabilit standardul pentru romanul fantasy contemporan”. Locus vede în roman „un fantasy medieval cu elemente gotice sumbre”, iar Grimdark Review îl consideră „co carte fantasy cu adevărat epică, un roman cu adevărat clasic”.
Entertainment Weekly apreciază „personajele uluitoare” și „întorsăturile intrigii plauzibile, dar nu previzibile”, lucru subliniat și de The Washington Post: „Călcând pe urmele lui George R. R. Martin, Hobb strălucește în abilitatea de a crea personaje cu psihologie credibilă, manipulate și compromise de intrigi politice”. La rândul său Fantasy Book Review consideră că „narațiunea este intensă și extrem de plăcută, meritând a fi citită chiar și numai pentru îndemânarea autoarei de a mânui cuvintele”.

## Influență
Cartea a inspirat formația olandeză de symphonic-metal, Within Temptation, să scrie cântecul "Hand of Sorrow" de pe albumul The Heart of Everything.